# Metallographeus albolineatus
Metallographeus albolineatus là một loài bọ cánh cứng trong họ Cerambycidae.